# Groß Zecher
Groß Zecher ist ein Ortsteil der Gemeinde Seedorf im Kreis Herzogtum Lauenburg im südöstlichen Schleswig-Holstein.

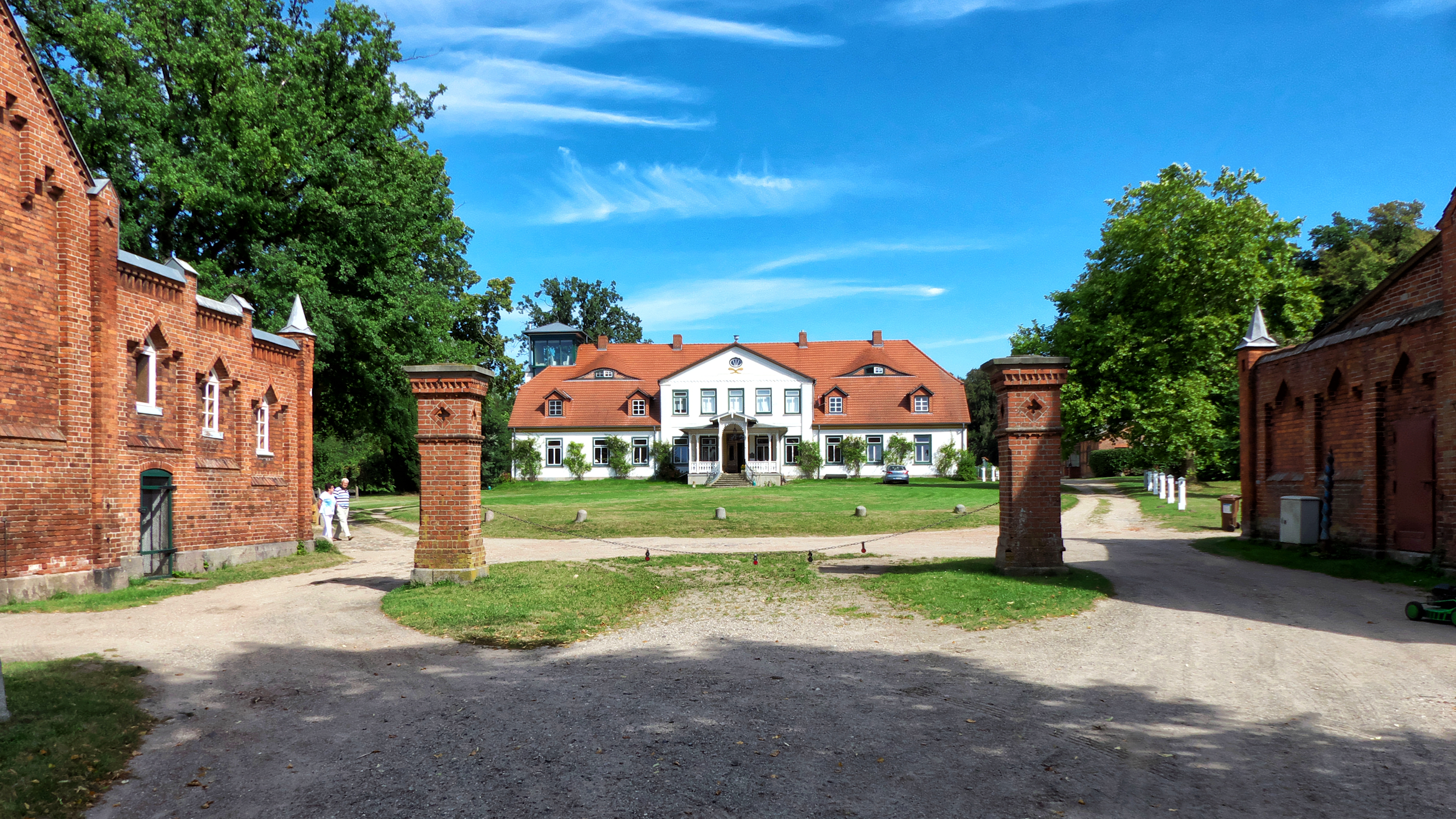
Gutshof mit Herrenhaus

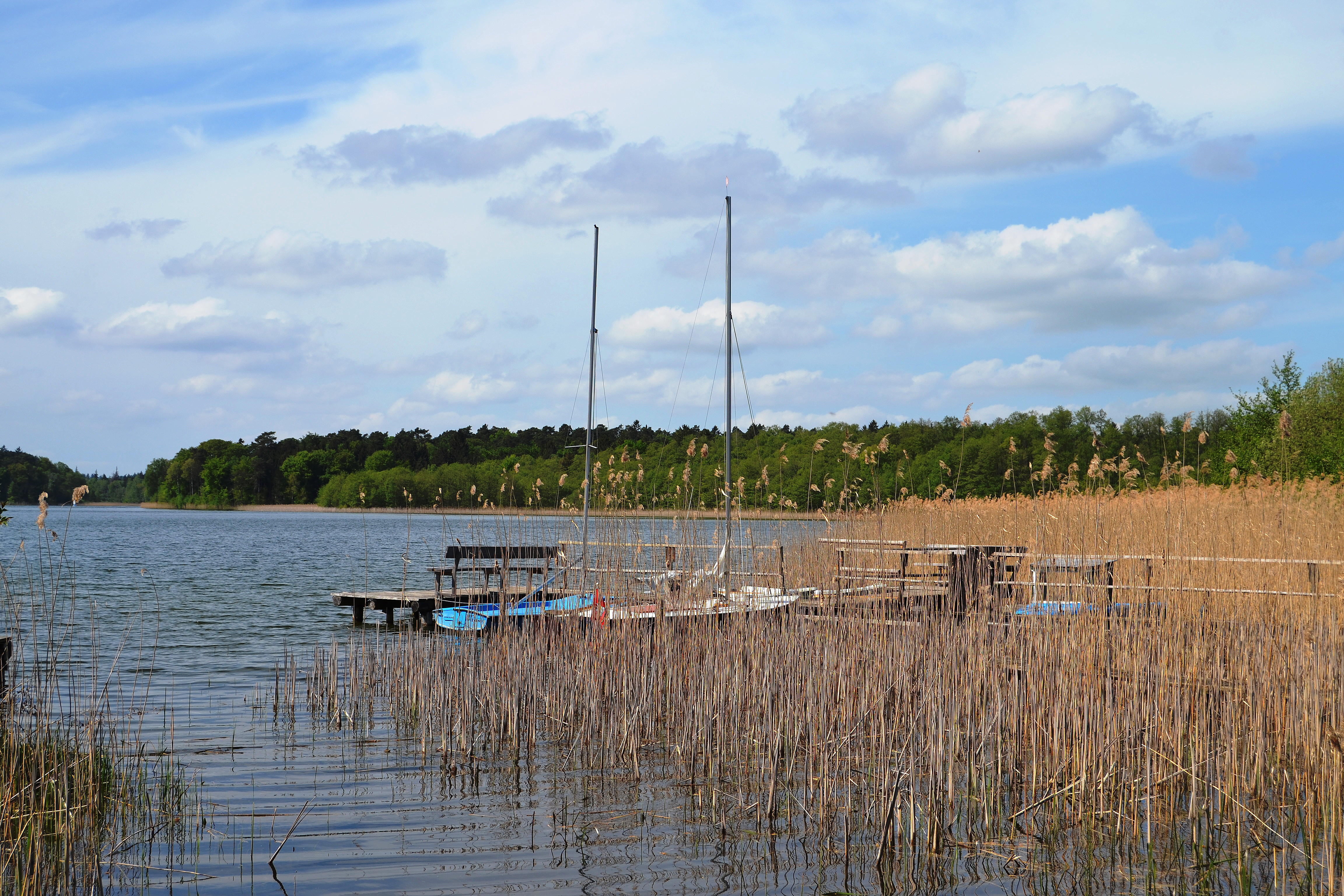
Küchensee

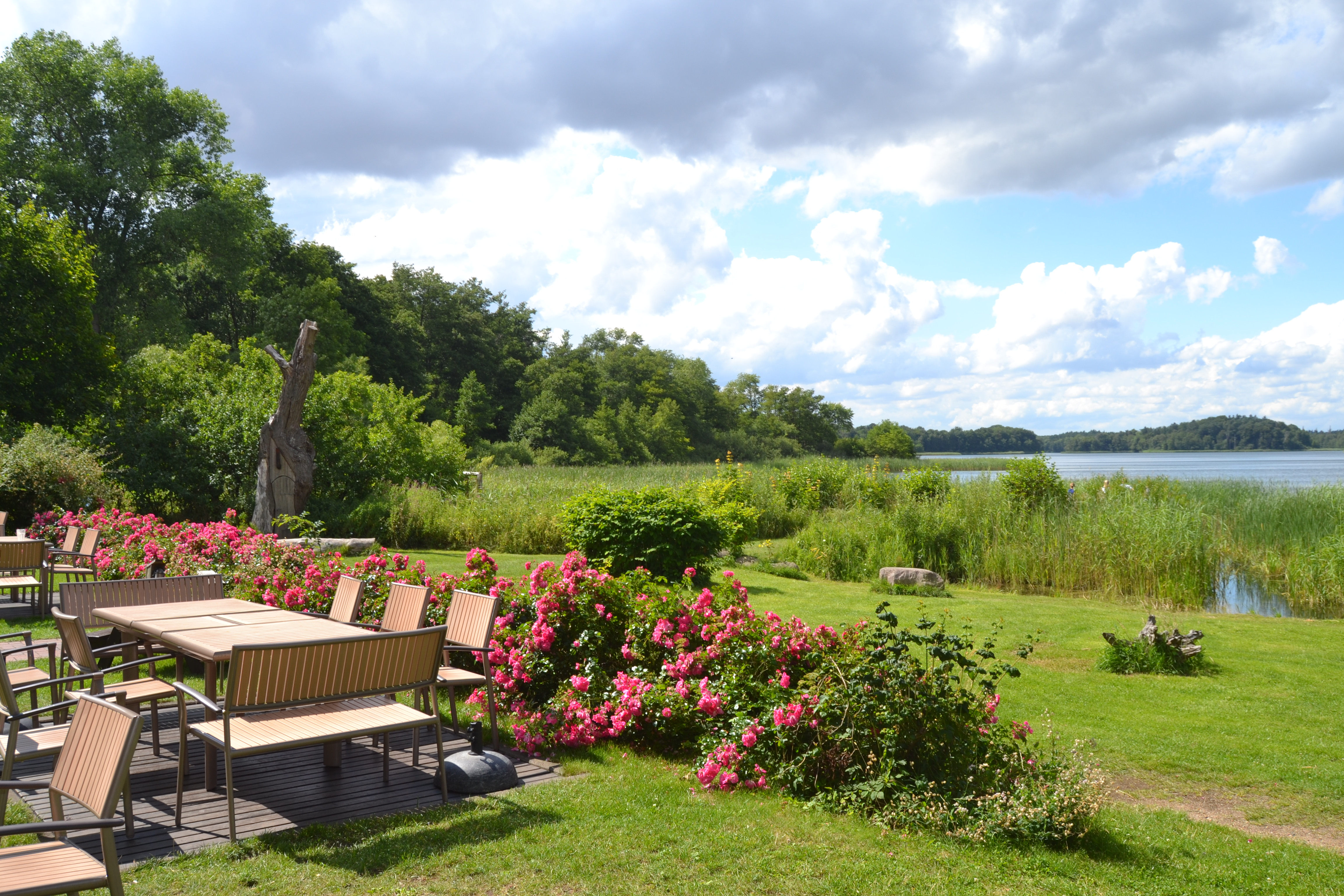
Küchensee

## Geografie
Groß Zecher liegt am Schaalsee und im Naturpark Lauenburgische Seen.

## Geschichte
Groß Zecher wurde 1194 als Scachere im Isfriedschen Teilungsvertrag erstmals urkundlich erwähnt. Der Name ist wendischer Herkunft. Lange Zeit war Groß Zecher von Landwirtschaft geprägt. Der Ort ist von See-, Forst- und bäuerlich genutzten Flächen geprägt und besitzt mit dem Gut Groß Zecher einen großen Gutshof, welcher bereits 1681 im Besitz der Familie von Witzendorff ist. Seit 1888/89 und wieder von 1948 bis 2006 gehörte die Gemeinde zum Amt Sterley, das 1971 mit dem Amt Gudow zum Amt Gudow-Sterley zusammengefasst wurde.

## Sehenswürdigkeiten
- Herrenhaus, auf dem Gutshof gelegen, Anfang des 19. Jh. gebaut

## Persönlichkeiten
- Ottokar von Witzendorff (1824–1890), Gutsbesitzer und Landrat